# Graur ametist
Graurul ametist (Cinnyricinclus leucogaster), cunoscut și sub denumirea de graur cu spate violet este o specie relativ mică (17 cm) de grauri din familia Sturnidae. Este singurul membru al genului Cinnyricinclus. Această specie puternic dimorfă sexual se găsește pe scară largă în pădurile și marginile pădurilor din savana africană sub-sahariană. Este văzut rar pe sol, trăiește în copaci și în alte locuri departe de sol.

## Galerie

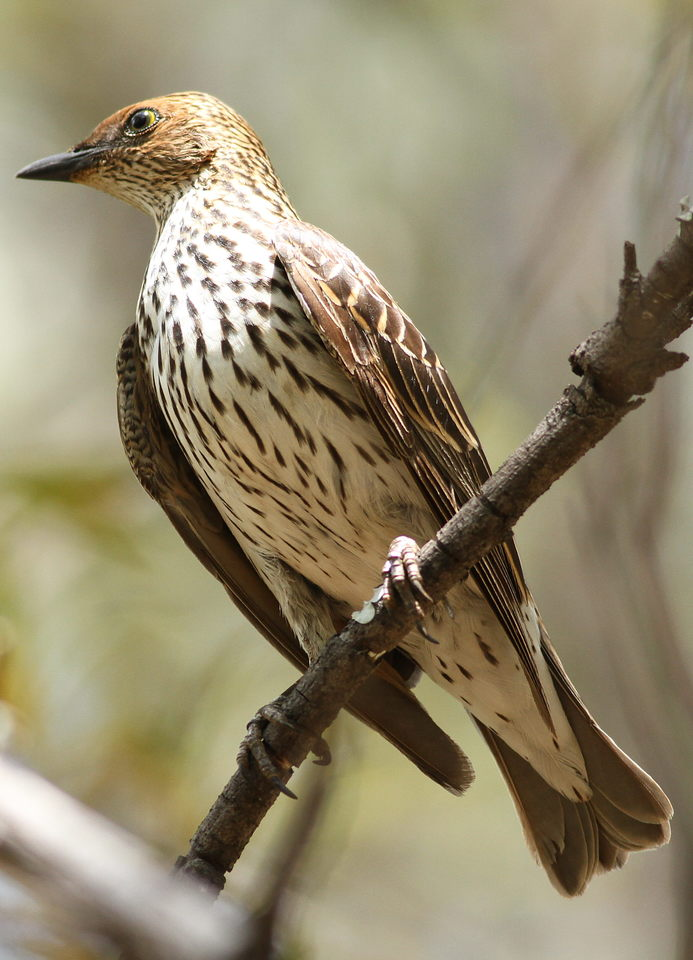
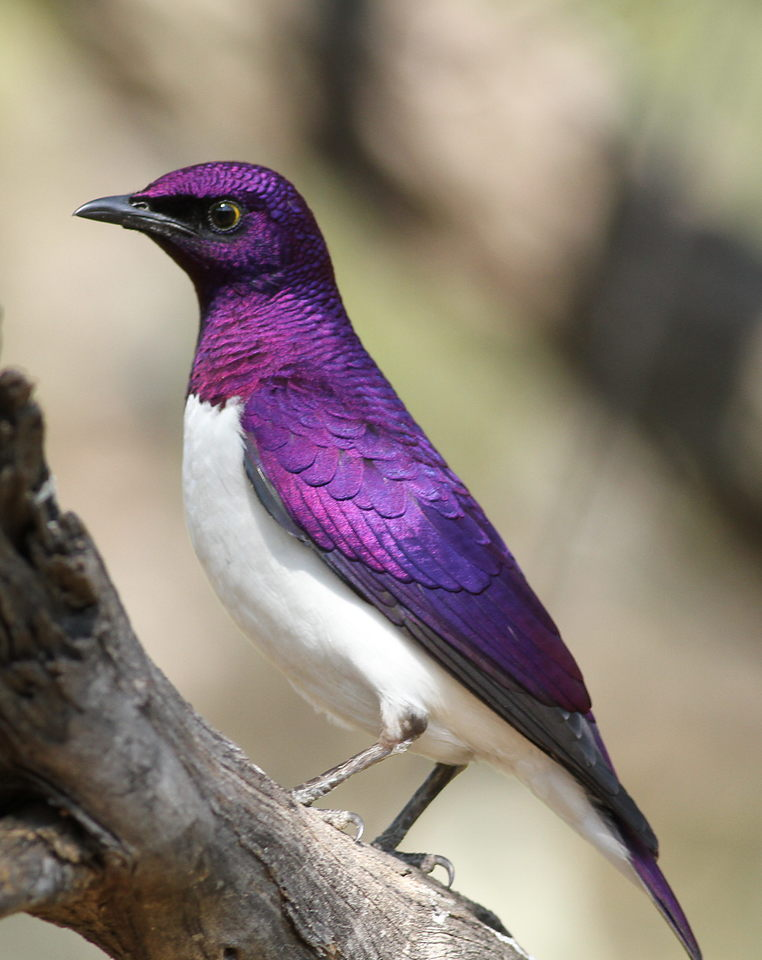
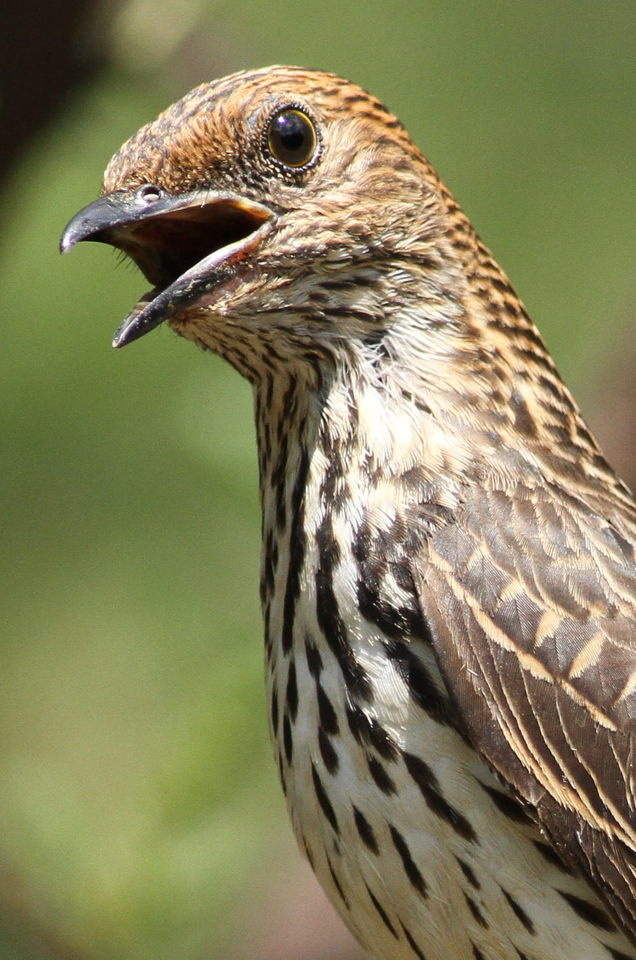
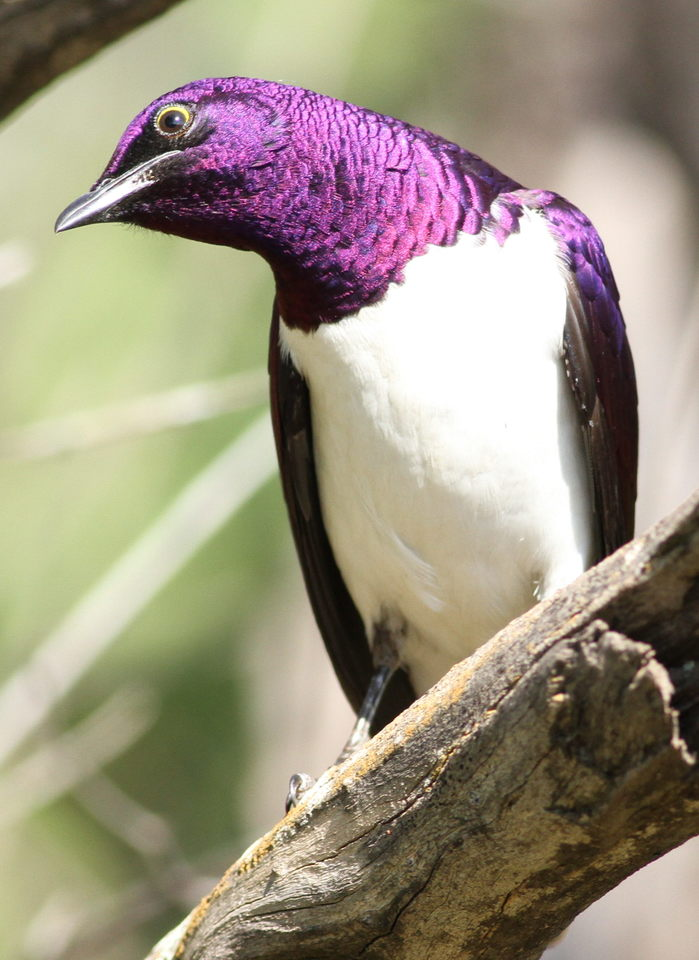